# Svart kantlav
Svart kantlav (Tephromela atra) är en lavart som först beskrevs av William Hudson, och fick sitt nu gällande namn av Hafellner. Svart kantlav ingår i släktet Tephromela och familjen Mycoblastaceae.  Arten är reproducerande i Sverige. Inga underarter finns listade i Catalogue of Life.

## Källor

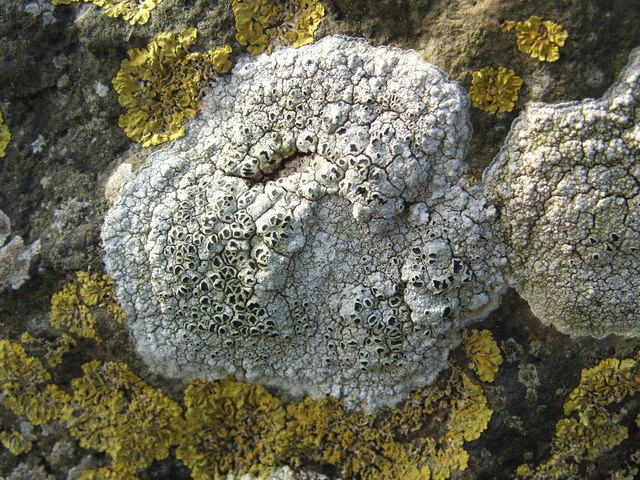
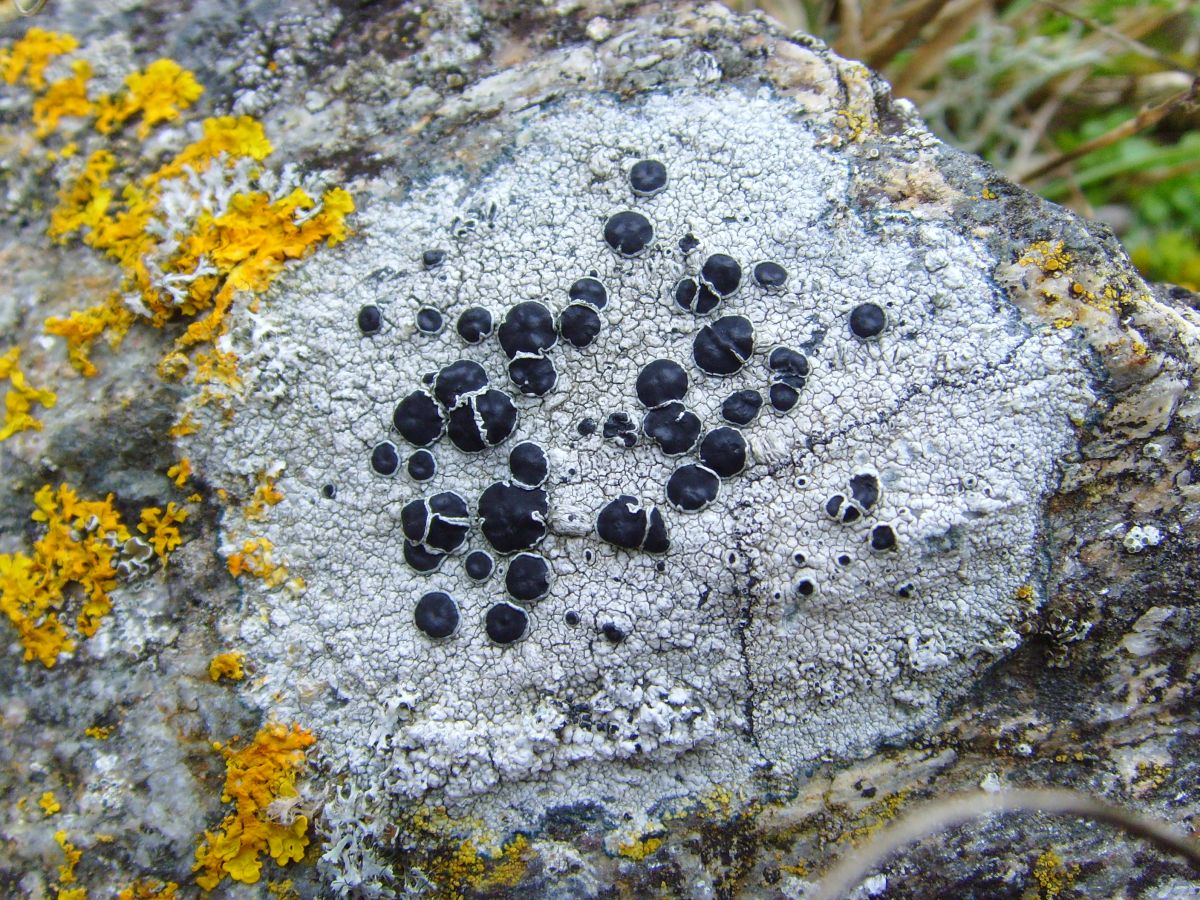